# シカゴ III
『シカゴIII』（原題："ChicagoIII"）は、アメリカのロック・バンド、シカゴによって1971年に発表された3作目のアルバム。前々作、前作に続いて2枚組である。

## 楽曲

### サイド1
1.僕達の歌を - "Sing A Mean Tune Kid" (R.Lamm) 9:13
2.孤独なんて唯のことば - "Loneliness Is Just A Word" (R.Lamm) 2:35
3.朝の光 - "What Else Can I Say" (P.Cetera) 3:13
4.欲しいのは君だけ - "I Don't Want Your Money" (T.Kath, R.Lamm) 4:46

### サイド2 -Travel Suite-
1.フライト・ナンバー602 - "Fright 602" (R.Lamm) 2:44
2.火星へのモーターボート - "Motorboat To Mars" (D.Seraphine) 1:30
3.自由になりたい - "Free" (R.Lamm) 2:15
4.自由の祖国 - "Free Country" (R.Lamm, W.Parazaider, T.Kath) 5:47
5.僕達の夜明け - "At The Sunrise" (R.Lamm) 2:46
6.ハッピー・コーズ・アイム・ゴーイング・ホーム - "Happy 'Cause I'm Going Home" (R.Lamm) 7:27

### サイド3
1.母なる大地 - "Mother" (R.Lamm) 4:28
2.ロウダウン - "Lowdown" (P.Cetera, D.Seraphine) 3:35
 -An Hour In The shower-
3.朝食抜きのつらい朝 - "A Hard Risin' Morning Without Breakfast" (T.Kath) 1:52
4.仕事に出よう - "Off To Work" (T.Kath) 0:45
5.墜落 - "Fallin'Out" (T.Kath) 0:53
6.ドリーミン・ホーム - "Dreamin' Home" (T.Kath) 0:49
7.再び朝のブルースを - "Morning Blues Again" (T.Kath) 1:08

### サイド4 -Elegy-
1.すべての笑い声が悲しみに消される時 - "When All The Laughter Dies In Sorrow" (K.Lascelles) 1:03
2.聖典 - "Canon" (J.Pankow) 1:05
3.むかし、むかし - "Once Upon A Time..." (J.Pankow) 2:34
4.遍歴 - "Progress?" (R.Lamm, J.W.Guercio) 2:33
5.近づく嵐 - "The Approaching Storm" (J.Pankow) 6:26
6.人間対人間 ; 終局 - "Man Vs. Man; The End" (J.Pankow) 1:34

## パーソネル
- ピーター・セテラ : ベース・ギター、リード&バッキング・ヴォーカルス
- テリー・キャス : ギター、リード&バッキング・ヴォーカルス
- ロバート・ラム : キーボード、リード&バッキング・ヴォーカルス
- リー・ロックネン : トランペット
- ジェイムズ・パンコウ : トロンボーン
- ウォルター・パラザイダー : サクソフォン、フルート
- ダニー・セラフィン : ドラムス、パーカッション

## プロダクション
- ジェイムズ・ウィリアム・ガルシオ : プロデュース
- Don Puluse and Sy Mitchell : エンジニア
- Low Waxman and Willie Greer : レコーディング
- Nick Fasciano : ロゴ・デザイン
- John Berg : アルバム・デザイン
- Nathalie Williams : フラッグ・デザイン
- Sandy Speiser : フォトグラフィ
- Steve Horn and Norm Griner : ポスター・フォト
- Annette Kawecki and Melanie marder for Poseidon Productions : レタリング